# جولیتا ماسینا
جولیتا ماسینا (به ایتالیایی: Giulietta Masina) (زاده ۲۲ فوریه ۱۹۲۱ – درگذشته ۲۳ مارس ۱۹۹۴) بازیگر اهل ایتالیا بود که جایزه بهترین بازیگر زن جشنواره فیلم کن را به‌دست آورده بود. او همسر فدریکو فلینی کارگردان مشهور ایتالیایی بود.

## زندگی‌نامه
با نام جولیا آنا ماسینا زاده شد تحصیلاتش را در دانشگاه ساپینزا رم به پایان برد. بازیگری را در دوران تحصیل و با گروه بازیگری دانشگاهش آغاز کرد. در سال ۱۹۴۲ با بازی در یک نمایش رادیویی که فدریکو فلینی آن را نوشته بود موفقیتی بدست آورد. سال بعد با فلینی ازدواج کرد ازدواجی که تا زمان مرگ استاد در ۱۹۹۳ پایدار بود. با اجرای نقش کوچکی در پاییزا به سینما وارد شد و در سال ۱۹۴۵ با فیلم جاده فلینی به شهرت بین‌المللی رسید. سپس برای بازی در فیلم شب‌های کابیریا برنده جایزه بهترین بازیگر جشنواره کن شد. ماسینا پیش از آن که در کارهای شوهرش به اسطوره تبدیل شود نیز بازیگر مطرحی بود و به خاطر بازی در بدون ترحم جایزه بهترین بازیگر نقش دوم از منتقدان ایتالیا را دریافت کرده بود.
با بازی در فیلم‌های اویل دهه ۱۹۵۰ فلینی مثل روشنایی‌های واریته و شیخ سفید تصویری کودکانه و معصوم از خود ساخت که غالباً با ولگرد چارلی چاپلین مقایسه شد. بعضی از منتقدان از او برای اینکه فقط برانگیزاننده احساسات سطحی تماشاگر است انتقاد کرده‌اند ولی تنها کافی است که بازی او را در فیلم جاده دید و به آن دقت کرد تا فهمید که وی با تمام وجود به هنر آفرینی می‌پردازد و حساسیت و ظرافت یک فرد را چگونه با تمامی آنچه که داراست به تماشاگر هدیه می‌دهد. ماسینا در دهه ۱۹۶۰ در واقع جز دارایی‌های فلینی بود و فیلم‌هایی که فلینی در آن زمان ساخت به نوعی مربوط به او بود به ویژه شاهکاری مثل جولیتای ارواح که با وسواس به بررسی روابط ماسینا با بحران هنری و موفقیت‌های همسرش می‌پردازد. این نقش‌ها چنان در او و فیلم‌ها مشهود بودند و جزئی از او شده بودند که کارگردانان دیگر نقشی به او پیشنهاد نکردند. بی‌شک ماسینا تأثیر بسزایی در آثار فلینی و همچنین بر زندگی اش گذاشته‌است او که نتوانست مرگ همسرش را در ۱۹۹۳ تاب بیاورد یک سال بعد درگذشت.

## گزیده فیلم‌شناسی
- روشنایی‌های واریته (۱۹۵۰)
- جاده (۱۹۵۴)
- شب‌های کابیریا (۱۹۵۷)
- جولیتای ارواح (۱۹۶۵)
- ببخشید، موافقید یا مخالف؟ (۱۹۶۶)
- جینجر و فرد (۱۹۸۶)